# Carlos Carmona Albanez
Carlos Alfonso Carmona Albanez (n. Ovalle, 18 de marzo de 1931) es un exfutbolista chileno que se desempeñaba como defensa. Defendió a la selección chilena en dos oportunidades.

## Trayectoria
Reforzó al equipo de La Serena, campeón del Nacional Amateur de 1949. Al año siguiente fue llevado a Santiago para fichar por Ferrobádminton. Jugó en la reserva del equipo titular, hasta que debutó en Primera División en agosto de 1952, en un partido frente a Universidad de Chile, luego de una lesión de Luis Zamorano. Estuvo en Ferrobádminton hasta el año 1964, cuando se retiró.

## Selección nacional
En 1953 fue citado por Luis Tirado para el partido frente a Inglaterra, y formó parte de los planteles que lograron los subcampeonatos en los Campeonatos Sudamericanos de Santiago 1955 y Montevideo 1956. Debutó con la selección en el Panamericano de México 1956.

## Clubes
| Club           | País  | Año         |
| -------------- | ----- | ----------- |
| Ferrobádminton | Chile | 1952 - 1964 |